# Thomas Bjørn
Thomas Bjørn, född 18 februari 1971 i Silkeborg, är en dansk golfspelare som spelar på PGA European Tour.
Bjørn spelade på Challenge Tour mellan 1993 och 1995. Efter det nådde han under sin första säsong på PGA European Tour omedelbart stora framgångar och han slutade på tionde plats i 1996 års penningliga. I maj 2005 hade han vunnit åtta tävlingar på europatouren och han har slutat bland de tio bästa i penningligan fem gånger med den bästa placeringen 2005. Det närmaste han har varit att vinna en majortävling var i 2005 års PGA Championship då han delade andraplatsen med Steve Elkington efter vinnaren Phil Mickelson.
Han var med i Europas vinnande lag i Ryder Cup 1997 och 2002 samt lagkapten för det vinnande laget 2018.

## Meriter

### Segrar på Europatouren (13)
| Nr | Date        | Tournament                                | Winning Score         | Margin of Victory | Runner(s)-up                                                    |
| -- | ----------- | ----------------------------------------- | --------------------- | ----------------- | --------------------------------------------------------------- |
| 1  | 22 Sep 1996 | Loch Lomond World Invitational            | -11 (70-68-69-70=277) | 1 stroke          | Jean Van de Velde                                               |
| 2  | 26 Apr 1998 | Peugeot Open de Espana                    | -21 68-67-66-66=267)  | 1 stroke          | Greg Chalmers, José María Olazábal                              |
| 3  | 1 Feb 1998  | Heineken Classic                          | -8 (70-68-68-74=280)  | 1 stroke          | Ian Woosnam                                                     |
| 4  | 17 Oct 1999 | Sarazen World Open                        | -15 (66-69-70-68=273) | 2 strokes         | Paolo Quirici, Katsuyoshi Tomori                                |
| 5  | 22 Aug 2000 | BMW International Open                    | -20 (69-93-69-67=268) | 3 strokes         | Bernhard Langer                                                 |
| 6  | 4 Mar 2001  | Dubai Desert Classic                      | -22 (64-66-67-69=266) | 2 strokes         | Pádraig Harrington, Tiger Woods                                 |
| 7  | 1 Sep 2002  | BMW International Open                    | -24 (68-64-66-66=264) | 4 strokes         | John Bickerton, Bernhard Langer                                 |
| 8  | 15 May 2005 | Daily Telegraph Dunlop Masters            | -6 (73-68-73-68=282)  | Playoff           | Brian Davis, David Howell                                       |
| 9  | 21 May 2006 | Irish Open                                | -5 (78-66-67-72=283)  | 1 stroke          | Paul Casey                                                      |
| 10 | 14 Jun 2010 | Estoril Open de Portugal                  | -23 (67-65-65-68=265) | 5 strokes         | Richard Green                                                   |
| 11 | 6 Feb 2011  | Commercialbank Qatar Masters              | -13 (74-65-66-69=274) | 4 strokes         | Álvaro Quirós                                                   |
| 12 | 28 Aug 2011 | Johnnie Walker Championship at Gleneagles | -11 (68-69-71-69=277) | Playoff           | George Coetzee, Mark Foster, Pablo Larrazábal, Bernd Wiesberger |
| 13 | 4 Sep 2011  | Omega European Masters                    | -20 (68-68-66-62=264) | 4 strokes         | Martin Kaymer                                                   |

### Segrar på Japan Golf Tour
- 1999 Dunlop Phoenix Tournament
- 2003 Dunlop Phoenix Tournament

### Segrar på Challenge Tour
- 1995 Coca-Cola Open, C*Esbjerg Danish Closed, Interlaken Open, Himmerland Open

### Lagtävlingar
- Ryder Cup: 1997 (segrare), 2002 (segrare), 2014 (segrare), 2018 (lagkapten, segrare)
- World Cup: 1996, 1997, 2001
- Seve Trophy: 2000 (segrare), 2002, 2003, 2005